# الشرف الاعلى (مناخة)

تعديل مصدري - تعديل

الشرف الاعلى هي إحدى قرى عزلة متوح بمديرية مناخة التابعة لمحافظة صنعاء، بلغ تعداد سكانها 206 نسمة حسب تعداد اليمن لعام 2004.